# Breathedsville, Maryland
Breathedsville, Maryland (енгл. Breathedsville) насељено је место без административног статуса у америчкој савезној држави Мериленд.

## Демографија
По попису из 2010. године број становника је 254.
| Група             | 2000.    | 2010.       |
| Белци             | 0 (0,0%) | 238 (93,7%) |
| Афроамериканци    | 0 (0,0%) | 0 (0,0%)    |
| Азијати           | 0 (0,0%) | 3 (1,2%)    |
| Хиспаноамериканци | 0 (0,0%) | 11 (4,3%)   |
| Укупно            | 0        | 254         |